# Халеева, Ирина Ивановна
Ири́на Ива́новна Хале́ева (4 февраля 1946, Пхеньян, Корея — 3 февраля 2025) — советский и российский лингвист. Доктор педагогических наук, профессор, академик Российской академии образования, ректор Московского государственного лингвистического университета (1986—2016), научный руководитель Московской международной академии.

## Биография
Родилась в 1946 году в Пхеньяне в семье полковника Советской армии, командира полка 393 стрелковой дивизии.
В 1964 году поступила в Московский государственный педагогический институт иностранных языков им. Мориса Тореза (ныне МГЛУ с 1990 года), окончила педагогический факультет в 1969 году. Специальность — немецкий язык.
В 1977 году под руководством Абрама Лурье защитила кандидатскую диссертацию «Обучение диалогической речи в языковом вузе на основе использования звукозаписи (на материале устных клише немецкого языка)».
В 1986 году выбрана ректором МГПИИЯ им. М Тореза, переизбиралась в этой должности в 1989 (в 1988 году переименован в МГИИЯ им. М.Тореза), 1994 (в 1990 году переименован в МГЛУ Московский государственный лингвистический университет), 1999 и 2008 годах. Действительный член РАО с 14 апреля 1999 года.
В 1990 году в Военном Краснознамённом институте защитила докторскую диссертацию «Основы теории обучения пониманию иноязычной речи».
До 19 августа 1991 года была членом КПСС.
28 июня 2005 года подписала письмо в поддержку приговора бывшим руководителям «ЮКОСа».
Член партии «Единая Россия». Секретарь политсовета района Хамовники.
В феврале 2016 года была уволена с поста ректора в связи с возрастом.
С 2016 года занимала должность научного руководителя Московской международной академии.
Скончалась 3 февраля 2025 года. Похоронена на Троекуровском кладбище.

## Достижения
- Председатель Учебно-методического объединения по лингвистическому образованию российских вузов,
- Национальный Координатор от Российской Федерации в Совете Европы по языковой политике,
- член Совета по присуждению премий Президента РФ и премий Правительства РФ в области образования,
- руководитель Пилотного проекта в России «Общеевропейский языковой портфель»,
- член Научного комитета ЮНЕСКО,
- председатель Базовой организации по языкам и культуре государств-участников СНГ,
- Президент Российской ассоциации современных языков,
- член Всемирного Совета Международной федерации современных языков,
- президентом Ассоциации лингвистических вузов (СНГ и Балтии),
- президент Ассоциации германистов и преподавателей немецкого языка России.

## Вклад в науку
Автор более 100 научных трудов в области методики обучения иностранным языкам и переводу, общего языкознания и германистики, в их числе: «Основы теории обучения пониманию иноязычной речи» (1990), «Картина мира и лексический минимум при подготовке переводчиков» (1993), «Россия и Европа — единство и многообразие» (1995), «Лингвистическая культура России — основа стабильного международного взаимопонимания» (1996), «Лингвосоциокультурные аспекты стратегий управления конфликтами» (1997), «О гендерных подходах к теории обучения языкам и культурам» (2000) и др.
Автор новаторской концепции «вторичной» и «двуединой» языковой личности, которая легла в основу принципиально новой стратегии подготовки кадров, призванных осуществлять межъязыковую и межкультурную коммуникацию между народами и странами, одобренную РАО РФ и Министерством образования России.

## Награды
- Орден «За заслуги перед Отечеством» III степени (23 октября 2006) — за большой вклад в развитие науки и образования и многолетний добросовестный труд[12]
- Орден «За заслуги перед Отечеством» IV степени (31 декабря 2000) — за заслуги в подготовке высококвалифицированных специалистов и научной деятельности[13]
- Орден Почёта (22 декабря 1995) — за заслуги перед государством и многолетний добросовестный труд[14]
- Орден княгини Ольги III степени (Украина, 6 декабря 2002) — за весомый личный вклад в развитие украинско-российского сотрудничества, активное участие в обеспечении проведения Года Украины в Российской Федерации[15]
- Орден «Данакер» (Кыргызстан, 9 июня 2008) — за вклад в развитие кыргызско-российского сотрудничества в области образования и науки[16].
- Почётная грамота Кыргызской Республики (Кыргызстан, 20 марта 2003) — за заслуги в развитии кыргызско-российского сотрудничества в области образования[17].
- Орден святого благоверного князя Даниила Московского III степени (РПЦ).
- Грамота Содружества Независимых Государств (10 октября 2008 года, Совет глав государств СНГ) — за активную работу по укреплению и развитию Содружества Независимых Государств[18].
- Почётная грамота Совета МПА СНГ (13 октября 2017 года, Межпарламентская ассамблея СНГ) — за активное участие в деятельности Межпарламентской Ассамблеи и её органов, вклад в укрепление дружбы между народами государств — участников Содружества Независимых Государств[19].
- «Золотой крест» Союза армян России — за большой вклад в укреплении гуманитарных российско-армянских связей и открытие Центра изучения армянского языка и литературы при МГЛУ[20].